# Guénolé Azerthiope
Guénolé Azerthiope (cuyo nombre real es Jean-Marie Le Tiec), es un escultor, escenógrafo, actor, dramaturgo y escritor francés, nacido el año 1944. Regente del Laboratorio de Ciencias Morales y Políticas y de Atrocidades comparadas del Colegio de Patafísica.

## Datos biográficos
Guénolé Azerthiope siempre ha vivido y trabajado en París. Exalumno de la Ecole des Beaux-Arts de Besançon y de la Escuela Boulle . Creó decorados y el vestuario para cine, teatro y televisión. Dirigió la compañía Fénoménal Bazaar Illimited. Con Roland Topor , fundó el espectáculo-visita guiada Monopolis en 1974 para el Festival de Sigma en Burdeos. El esculpe "Objetos sorprendidos".
Guénolé Azerthiope ganó el Salón de arte animalista del 2000-2001 del Museo Nacional de Historia Natural de Francia.
Cita

Je suis le cælacanthe empirique, maillon manquant entre la Certitude et le Fluide Glacial.
Soy el celacanto empírico, eslabón perdido entre la Certeza y el Fluido Glacial.

## Espectáculos
- L'Apologue

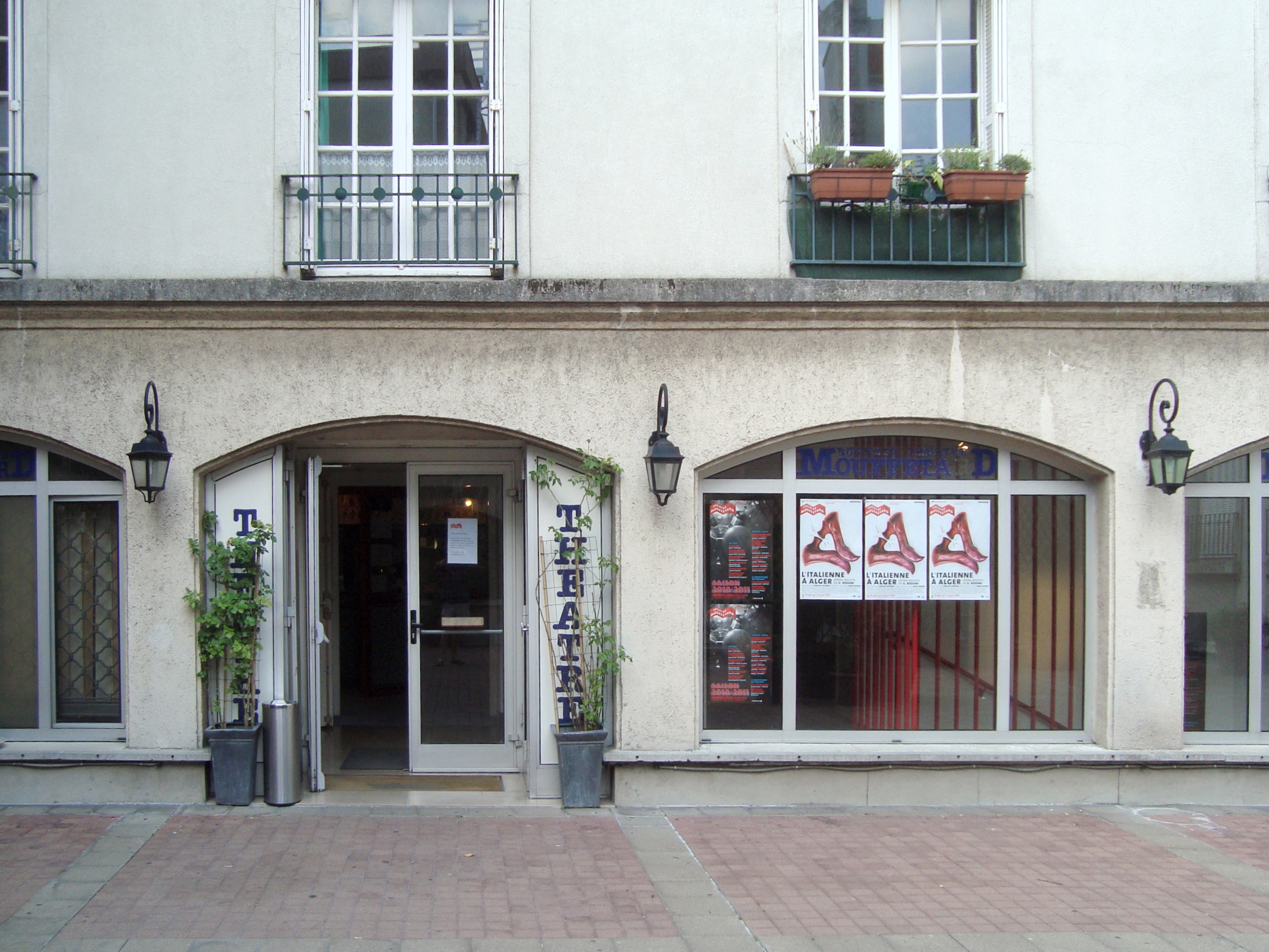
Entrada del Teatro Mouffetard.

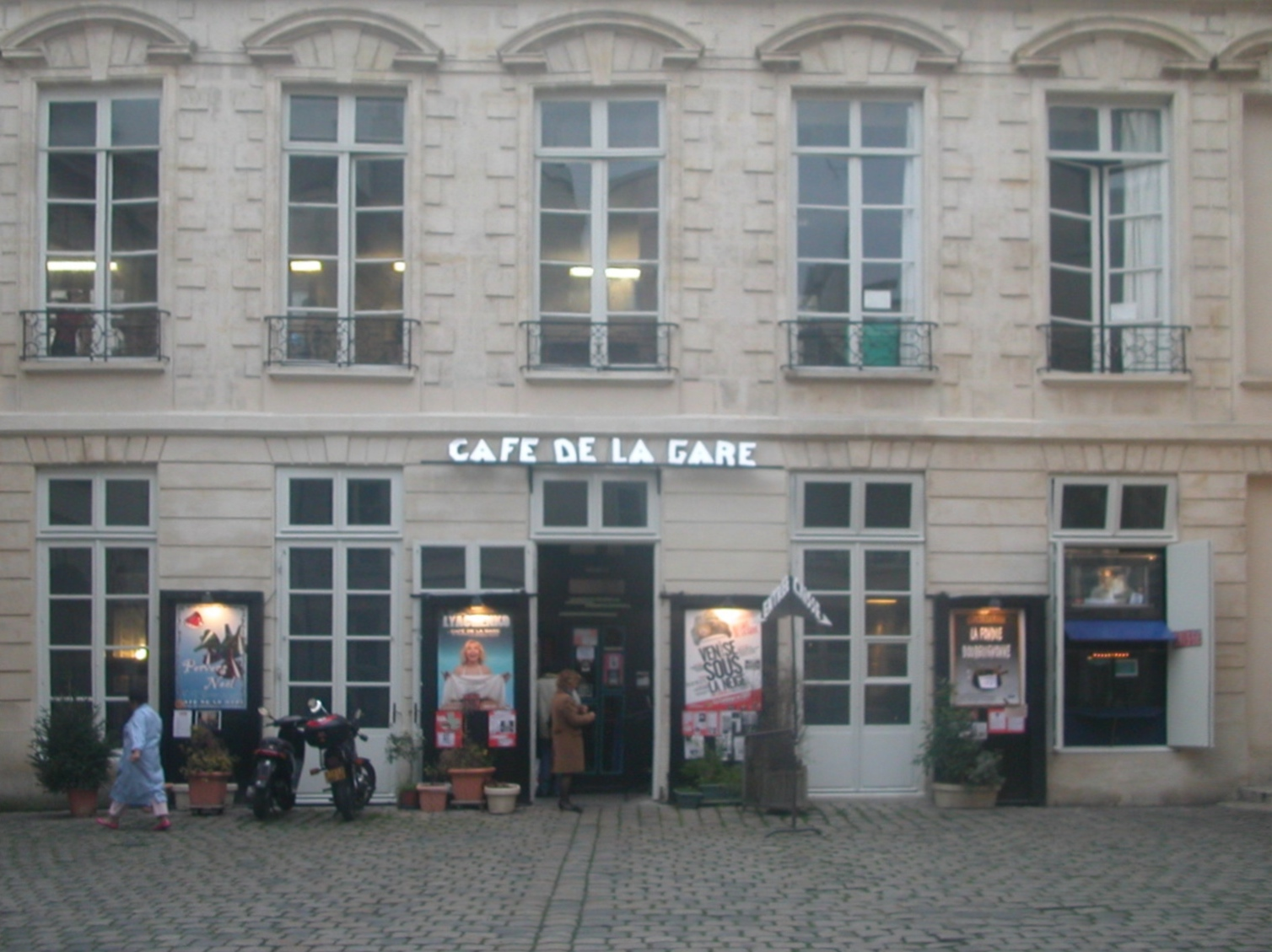
Fachada del Café de la Gare.

- Zoé ou le Bal des Chimanes, André Martel, 1969.
- Ubu roi, Alfred Jarry, Théâtre de Plaisance y Teatro Mouffetard[1] (París), 1970.
- 1972 : Le Fils de Miss Univers de Jean-Pierre Sentier, puesta en escena Guénolé Azerthiope, Théâtre Ouvert Festival de Aviñón.
- Le Retour de Miss Univers, en el Théâtr'Rond y en el Cirque des charmeurs réunis Avignon.
- Le Casse gueule authentique
- La Confusion crée l'orgasme, 1975
- La Transatlantide, en el Café de la Estación;[2] 1980
- Palomar et Zigomar, 1982
- Monopolice, SIGMA Bordeaux
- Le Bastringue, Karl Valentin

## Películas
Realización e interpretación
- Archifixation, 8 , 1974

Interpretación
- Une famille pour Noël, telefilm de Nicolas Cuche, 2000.
- B comme Bolo, telefilm de Jean-Michel Ribes, 1994.
- Le Roman d'un Truqueur, realización de Paul Dopff, 1991.
- Notre Imogène, telefilm de Sylvain Madigan, 1990.
- Poule et frites, de Luis Rego, 1987.
- Élégance et Anniversaire, realización de Paul Dopff, 1'30, 1986.
- Supermouche, realización de Paul Dopff, 5 minutos , 1979.
- Le Phénomène, realización de Paul Dopff, 7 minutos , 1977.
- Calmos de Bertrand Blier, 1976.

## Exposiciones
- Festival de l'Humour, Cannes, 1986
- Galerie RTL Télévision, París, 1987
- Ateliers des Charmeurs réunis, París, 1989
- Centre culturel Aragon, Orly, 1990
- Espace Jacques Prévert, Aulnay-sous-Bois, 1991
- Le Collège à la Collégiale, Chartres, 2000
- Salón de arte contemporáneo, Museo Nacional de Historia Natural de Francia, París, 2000/2001
- Drôles d'oiseaux (Aves extrañas), Château de Flers, 2001
- Galería de l’ECU de Francia, Viroflay, 2002
- Casa del Medio Ambiente, Sermamagny, 2002
- Estudio de teatro de la Comédie-Française, París, 2006

## Algunas obras
Entre las obras de Guénolé Azerthiope se incluyen las siguientes:
Algunas obras
- Totor le minotore - Totor el minotauro
- Attends son titre avec impatience - Esperamos con impaciencia el título
- Le curieux impertinent - El curioso impertinente
- Un Azerthiope sinon rien - Azerthiope o nada
- Genre humain Humanidad
- Le mètre panseur - La metro cómoda
- Le lemnistate de Bornouilli - El lemnistate de Bornouilli
- Je suis vieux et je vous emmerde - Soy viejo y te cojo
- L'avaleur de couleuvres - El tragón de culebras
- Dieu existe, c'est lui qui m'a poussé - Dios existe, fue él quien me empujó
- La dent creuse - El diente hueco